# Grießenpass
Der Grießenpass oder Pass Grießen ist das Hochtal zwischen den Kitzbüheler Alpen und den Leoganger Steinbergen. Eine weitere historische, allerdings nicht eindeutige Bezeichnung ist Hochfilzensattel.

## Geografie
Der Grießenpass verbindet die Gemeinden Hochfilzen in Tirol und Leogang in Salzburg miteinander. Die Wasserscheide verläuft durch das Ortsgebiet von Hochfilzen, die Straße erreicht etwa einen Kilometer südöstlich von Hochfilzen auf Salzburger Gebiet ihre höchste Stelle mit 975 m ü. A. Am Scheitel des Talgrundes (Talwasserscheide) liegen der Grießensee und das Grießener Moor, von denen sich die Namen der beiden nächstgelegenen Orte Hochfilzen und Grießen und damit auch die Namen des Passes herleiten: Bairisch „Gries“ steht für Ufersand, „Filz“ für Moor.

## Verkehr
Seit dem Wiener Kongress bildet der Grießenpass eine der niedrigsten innerösterreichischen Verbindungen zwischen Tirol und den nordöstlichen Teilen des Staatsgebietes einschließlich Ober- und Niederösterreich.
Über den Sattel führt die Salzburg-Tiroler-Bahn, auch „Giselabahn“ genannt. Bis zum 28. Mai 1995 existierte der Bahnhaltepunkt Berg Grießen. Parallel dazu verläuft auf der südlichen Talseite die Hochkönig Straße B 164, auf der nördlichen Talseite ein durchgehend asphaltierter Radwanderweg.

## Geschichte

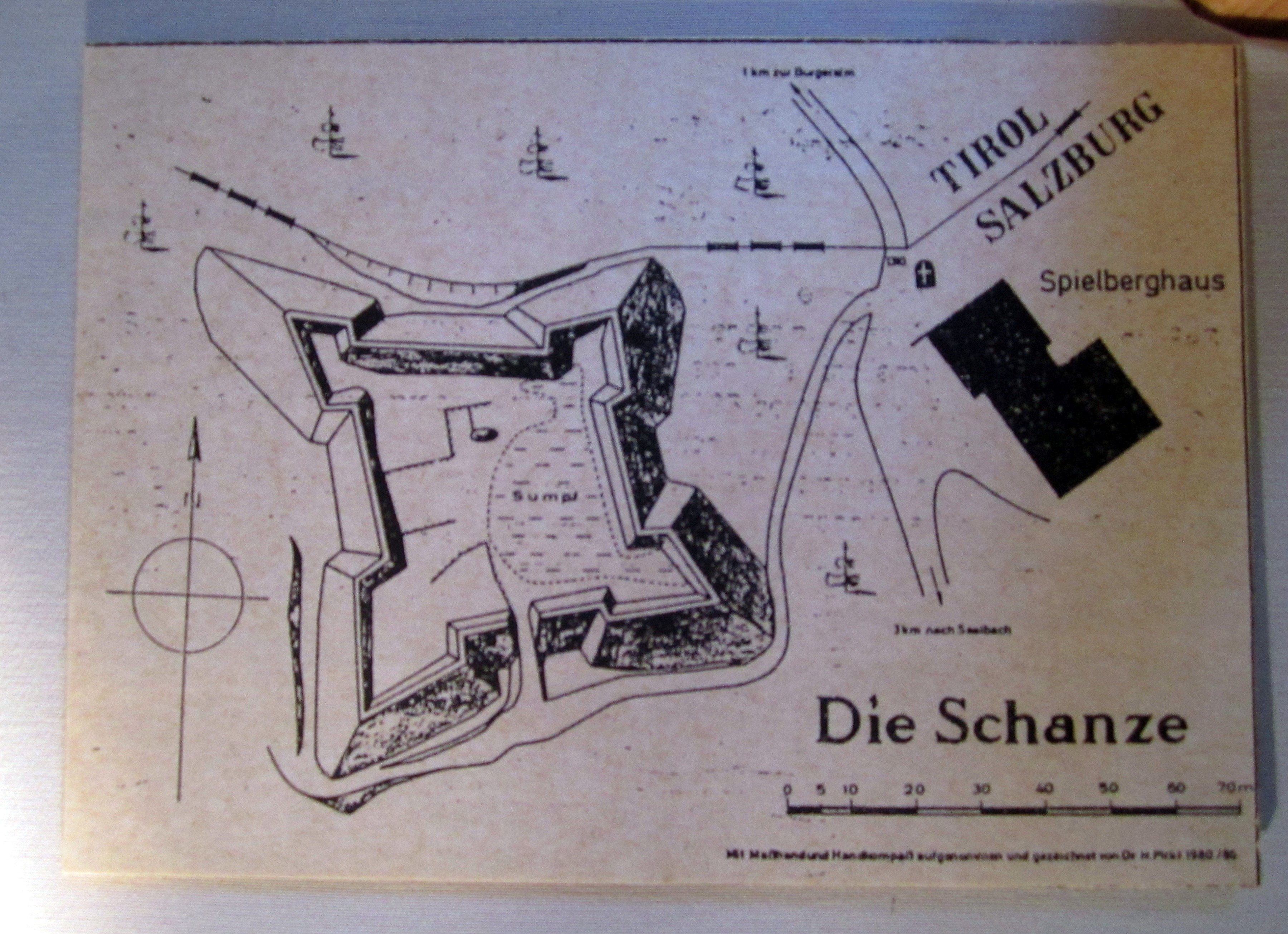
Plan der Solarischanze

Die versumpfte Passhöhe bildete schon frühzeitig die Grenze zwischen Salzburg und Tirol. Da beide Länder miteinander stark konkurrierten, war diese stark befestigt.
Im Jahre 1424 wurde ein befestigter Pass erstmals urkundlich erwähnt:

„Erzbischof Eberhard III. übergibt den Brüdern Hansen und Marien Ramseiden in Saalvelden und iren 6 rechtlichen Sunen den See in der Werung im Pintzgew …“

1525 besetzten Bauern den Pass. Im Jahre 1636 wurde die Befestigung im Auftrag von Erzbischof Paris Lodron verstärkt, bereits vier Jahre später ließ er durch den Dombaumeister Solari eine Schanze errichten.
Im 17. Jahrhundert gehörte der Grießenpass zu den Pässen, mit Hilfe derer man teure Mautgebühren, Zölle oder auch nur lästige Handelsbeschränkungen umgehen konnte. Um dem entgegenzutreten, ließ die Salzburger Seite auf der Passhöhe einen Wächter stationieren. Dank entsprechender Ausbauten entwickelte sich der Weg über den Grießenpass zu einer vielbefahrenen Strecke. Besonders rege war der Transport von Welschwein, im 18. Jahrhundert dann auch des beliebten Etschbranntweins.
Als Salzburg nach dem Wiener Kongreß zu Österreich kam, wurde der Pass militärisch bedeutungslos und die Befestigungen dem Verfall preisgegeben. Der Vogt von Hochfilzen erhielt 1858 die Erlaubnis, Steine in der Ruine zu brechen, die zum Bau der Hochfilzener Kirche verwendet wurden.
Beim Bau der Bahnstrecke 1873 bis 1875 wurden die letzten Reste der Befestigung abgetragen und als Baumaterial verwendet.

## Kurioses
Auf der Passhöhe steht ein Schild mit der falschen Höhenangabe „1000 m Seehöhe“.

## Bilder

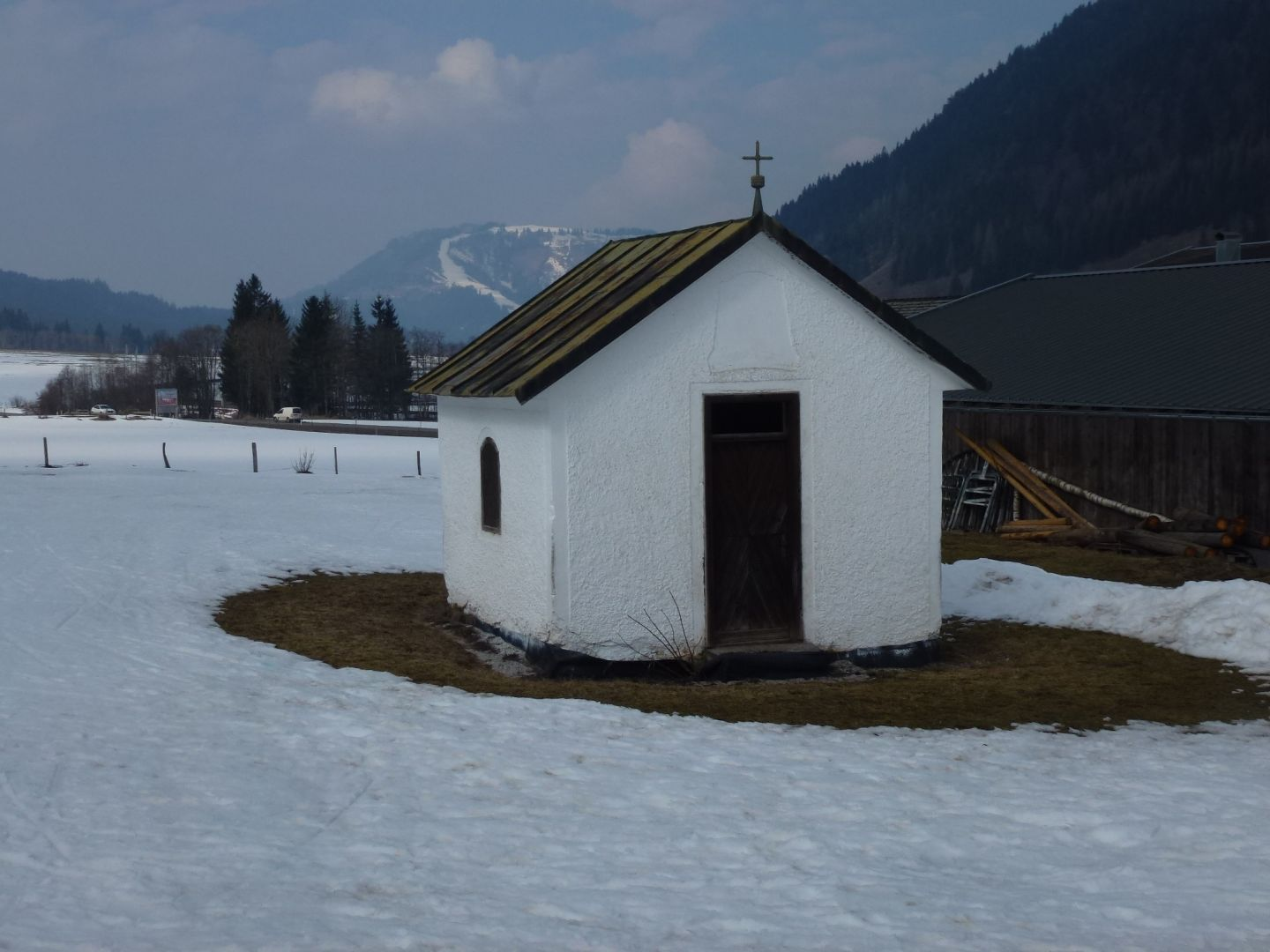
Kapelle am Grießenpass
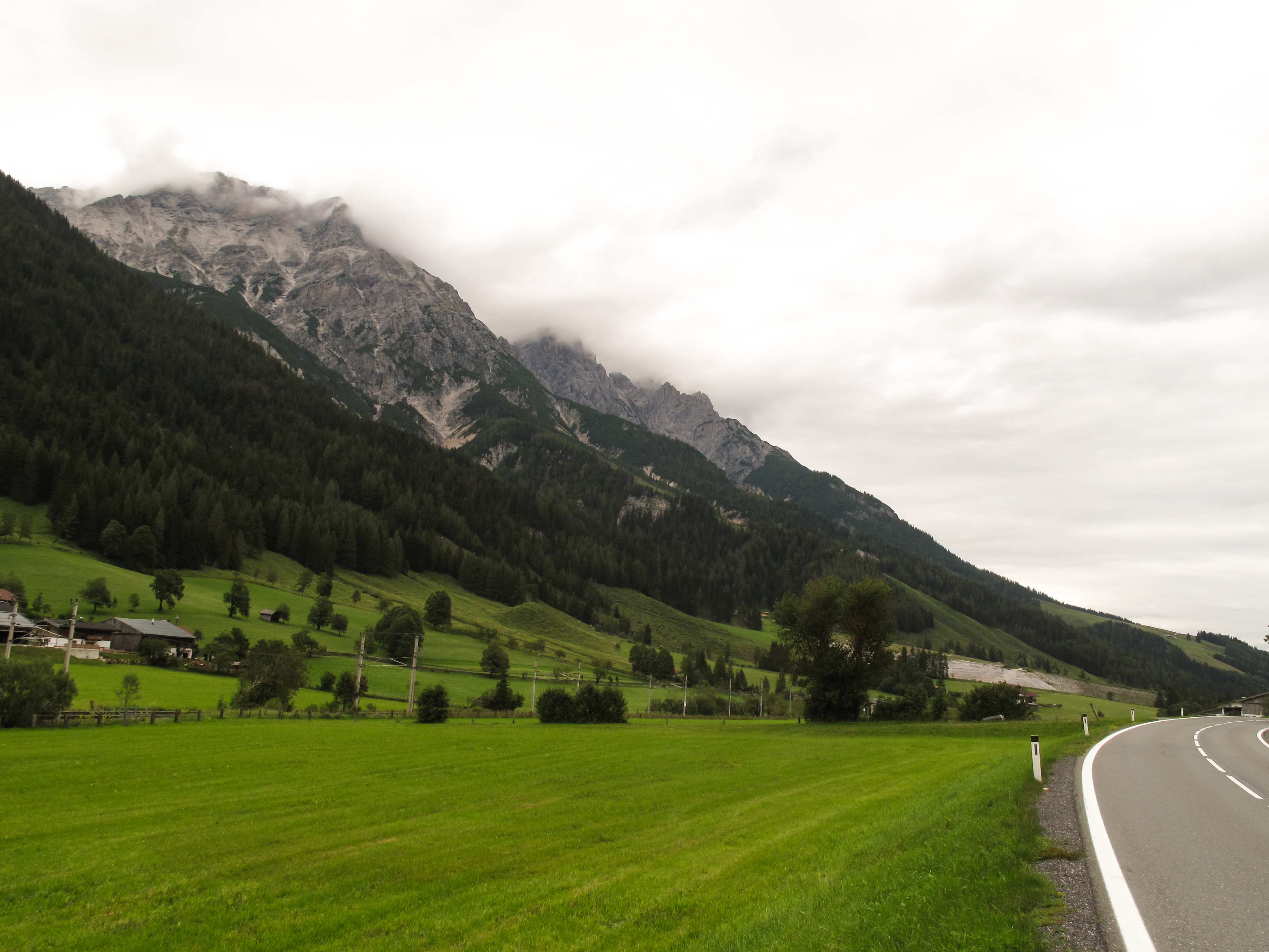
Zwischen Grießenpass und Leogang